# 新安金融
安徽新安金融集团股份有限公司（新三板：834397，简称：新安金融），是一家在中国新三板挂牌的上市公司，主营业务包括金融投资、股权投资、投资管理、咨询服务。
公司现任董事长为余渐富，是第十一届全国政协委员，同时也是安徽南翔集团董事长、安徽首富。
公司创建于2011年7月，由南翔万商（安徽）物流产业股份有限公司联合安徽铁路发展基金、安徽皖通高速、芜湖建设投资、国营芜湖机械厂等十多家企业共同发起成立，注册资本30亿元人民币。2015年12月2日在新三板挂牌上市，主办券商为西南证券。
2017年，公司实现营业收入2.71亿元，同比增长8.12%；实现净利润5723.75万元，同比下滑73.28%。